# Le Dernier Évangile (Escaich)
Ne pas confondre avec le roman Le Dernier Évangile (2008) de David Gibbins.
Le Dernier Évangile est une œuvre pour double chœur mixte, orchestre et orgue en un prologue et cinq parties, composée en 1999 par Thierry Escaich, créée en la Cathédrale Saint-Vincent de Saint-Malo, lors du 29e Festival de musique sacrée de Saint-Malo, en 2000.

## Circonstances de la composition
L'œuvre a été commandée au compositeur par le Festival de musique sacrée de Saint-Malo pour le Jubilé de l'an 2000.

## Fiche technique
- Œuvre en un prologue et cinq parties :
  - Acclamation (prologue) : Au commencement était le Verbe, et le Verbe était auprès de Dieu, et le Verbe était Dieu (extrait de ce prologue)
  - I. Hymne à la Genèse
  - II. Hymne à la lumière
  - III. Hymne d'imploration
  - IV. Hymne baptismale
  - V. Hymne de gloire
- Musique : Thierry Escaich
- Livret (principalement en français) : Nathalie Nabert[2], s'inspirant de la Bible
- Durée : 45 minutes environ

## Création mondiale
- Date : 30 juin 2000
- Lieu : cathédrale Saint-Vincent de Saint-Malo, dans le cadre du 29e Festival de musique sacrée de Saint-Malo
- Interprètes :
  - Chœur de la cathédrale Saint-Vincent
  - Chœur de la cathédrale Notre-Dame de Paris
  - Orchestre de Bretagne
  - Direction musicale : Edmon Colomer
  - Olivier Latry, grand orgue de la cathédrale Saint-Vincent

## Discographie
- 2002 : Maîtrise Notre-Dame de Paris, Chœur Britten (chef de choeur : Nicole Corti), Ensemble orchestral de Paris, direction musicale John Nelson, Olivier Latry au Grand orgue de Notre-Dame de Paris (en complément : Trois Danses et Poème symphonique improvisés au même Grand orgue par Thierry Escaich), enregistrement effectué en la Cathédrale Notre-Dame de Paris, Éditions Hortus, disque compact réf. HORTUS 024 (le texte accompagnant ce CD est la base rédactionnelle du présent article).